# Ковалевский, Николай Осипович
Николай Осипович Ковалевский (8 [20] мая 1840, Казань — 5 [17] сентября 1891, Казань) — российский физиолог, сын ориенталиста О. М. Ковалевского, ординарный профессор, декан медицинского университета и ректор Императорского Казанского университета, действительный статский советник.

## Биография
В 1857 году с золотой медалью окончил 2-ю казанскую гимназию; в 1862 году — медицинский факультет Императорского Казанского университета, где занимался, главным образом, в физиологической лаборатории Ф. В. Овсянникова; ещё на студенческой скамье выдвинулся совершенно самостоятельной работой: «Анатомико-физиологические исследования селезенки» (Казань, 1860).
Командированный на два года за границу, он работал, главным образом, в Вене в лабораториях Брюкке и Людвига и напечатал там: «Zur Histologie der Lymphdr ü sen» (в «Sitzungsberichte der Wiener Akademie» 1864, Bd. XLIX). За «Материалы к изучению легочного дыхания» («Ученые записки казанского университета», 1865), представляющие разработку методики газового анализа в применении к специальной физиологической задаче, Н. О. Ковалевский получил в 1865 году в Казанском университете степень доктора медицины и был избран его экстраординарным, а в 1868 году ординарным профессором по кафедре физиологии медицинского факультета университета.
В истории русской науки Ковалевский занимает особенно видное место как руководитель физиологической лаборатории при Казанском университете, из которой первым докторантом Ковалевского вышел Е. В. Адамюк.
В 1877 году Н. О. Ковалевский получил чин действительного статского советника; в 1878 году был избран был деканом медицинского факультета, а в 1880 году — ректором Казанского университета, но в 1882 году вынужден был по болезни отказаться от этой должности.
В 1886 году награждён орденом Св. Станислава 1-й степени.

## Рекомендуемая литература
- Григорян Н. А. Николай Осипович Ковалевский (1840—1891). — Москва: Наука, 1978. — (Научно-биографическая серия). (список работ Н. О. Ковалевского: С. 155—158)